# Slatina (district de Kladno)
Pour les articles homonymes, voir Slatina.
Slatina est une commune du district de Kladno, dans la région de Bohême-Centrale, en République tchèque. Sa population s'élevait à 645 habitants en 2021.

## Géographie
Slatina se trouve à 7 km à l'ouest-sud-ouest de Kralupy nad Vltavou, à 13 km au nord-est de Kladno et à 23 km au nord-ouest du centre de Prague.
La commune est limitée par Kamenný Most, Neuměřice et Olovnice au nord, par Otvovice à l'est, par Blevice et Koleč au sud, et par Třebusice et Zvoleněves à l'ouest.
On y trouve le siège social de l'entreprise Zelený sport.

## Histoire
La première mention écrite de la localité date de 1318.